# 뵘덤불다람쥐
뵘덤불다람쥐(Paraxerus boehmi)는 다람쥐과에 속하는 설치류의 일종이다. 부룬디와 콩고민주공화국, 케냐, 르완다, 남수단, 탄자니아, 우간다, 잠비아에서 발견된다. 자연서식지는 아열대 또는 열대 기후 지역의 습윤 저지대 숲과 습윤 산지림, 습윤 사바나 지대이다.

## 아종
4종의 아종이 알려져 있다.
- P. b. boehmi
- P. b. antoniae
- P. b. emini
- P. b. gazellae